# Балаклійська волость (Хорольський повіт)
Балаклійська волость — адміністративно-територіальна одиниця Хорольського повіту Полтавської губернії з центром у містечку Балаклія.
Старшинами волості були:
- 1913—1915 роках Василь Лукич Кудренко[1],[2].